# Sonata del sur op. 52

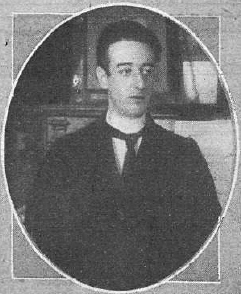
Óscar Esplá (1886-1976)

La Sonata del sur op. 52 es el único concierto para piano y orquesta, concluido en 1945, del compositor alicantino Oscar Esplá, colaborador en el sinfonismo español a principios del siglo XX.

## Historia
Primitivamente la obra fue compuesta solo para piano el año 1935, después siguieron dos versiones: los años 1943 y la definitiva en 1945. La pieza estaba dedicada a la figura del pianista aragonés Eduardo del Pueyo, quien la estrenó el 11 de octubre de 1945 junto a la Orquesta Nacional de Francia, bajo la dirección de Franz André, en el Teatro de los Campos Elíseos de París. 
Esplá escribió esta "sonata" antes de que diera comienzo la guerra en España, sin embargo las dos versiones posteriores las realiza en Bruselas, país donde se exilia una vez concluye el conflicto bélico, lo que le llevó a concluirla en el contexto de la Segunda Guerra Mundial activamente. Del exilio volvió en 1951 y comenzó a tener una gran importancia dentro del marco musical y artístico de la España franquista.

## La obra
Esta sonata, particularmente así titulada, es un concierto para piano y orquesta dividida en tres movimientos:
1. Allegro molto
2. Andante liturgico (Andante moderato)
3. Allegro alla marcia (Tempo di pasodoble)

La característica principal de la obra de Esplá es el "levantinismo" impreso en su música.[cita requerida] De carácter popular y con una técnica de refinada sencillez nos muestra unos matices de gran riqueza, aunque bastante opaca a la hora de una expresión íntima de sus sentimientos o ideas. Gracias a su original armonización nos ofrece un ambiente de inquietud bajo un fondo de calma y serenidad; todo esto mediante la fusión y enlace de los elementos tonales de los dos modos, mayor y menor.
El segundo movimiento de la obra es una fase de equilibrada belleza dada por la gran capacidad de detalle del autor y su carácter riguroso a la hora de escribir cualquier tipo de música. La obra nos muestra un continuo cambio de perspectiva relacionado con las vertientes europeas que se fraguaban aquellos años en Europa.

## Registros sonoros de la obra
La lista de grabaciones disponibles de esta pieza está bastante limitada, más concretamente en dos únicos discos registrados por la Orquesta Nacional de España. La más antigua y a su vez más conocida versión es la de la pianista Alicia de Larrocha el año 1965 bajo la batuta de Rafael Frühbeck de Burgos. Fue un concierto en directo donde asistió el mismo Oscar Esplá. 
La otra versión del año 1976 es la del pianista Antonio Iglesias bajo la batuta del mismo Oscar Esplá y la Orquesta Nacional de España. Anteriormente Iglesias había realizado un estudio de la obra para piano del compositor alicantino, finalizándolo en forma de libro. 